# Karel Rudolph Gallas
Karel Rudolph Gallas (* 17. April 1868 in Amsterdam; † 5. Mai 1956 ebenda) war ein niederländischer Romanist und Lexikograf.

## Leben und Werk
Gallas studierte an der Universität Amsterdam  und wurde Gymnasiallehrer. Er lehrte ab 1914 an der gleichen Universität, ab 1918 als Privatdozent bei Gustave Cohen, von 1920 bis 1930 als „Lector“, von 1930 bis 1936 als außerordentlicher und von 1936 bis zu seiner Emeritierung 1937 als ordentlicher Professor für Französisch.
Gallas war ab 1916 Redaktionssekretär der Zeitschrift Neophilologus. Er war Ehrendoktor der Tufts University (1934) in Medford (Mass.).

## Werke (Lexikografie)
- Fransch woordenboek, 2 Bde., Sneek 1904–1907; 1910–1912, (mit J. S. Wijler) 1917–1919; (mit Charles Richard Constant Herckenrath 1867–1935)  Groningen 1929
- Fransch schoolwerkwoordenboek, Groningen 1922; Frans schoolwoordenboek, 1936, 1947 (1078 Seiten)
- Nieuw Fransch-Nederlandsch Nederlandsch-Fransch woordenboek  = Nouveau dictionnaire Français-Néerlandais Néerlandais-Français, 2 Bde., Zutphen  1936–1939 (Nl-Frz 1936, Frz-Nl 1939),  2523+2266 Spalten; 1954–1958, 1966 (mit H. J. Vieu-Kuik)
- (mit H. J. Vieu-Kuik) Standaard groot woordenboek, frans-nederlands, nederlands-frans = Grand dictionnaire Erasme français-néerlandais, néerlandais-français, Antwerpen 1972